# Karane
Karane falu Horvátországban Kapronca-Kőrös megyében. Közigazgatásilag Kőröshöz tartozik.

## Fekvése
Kőröstől 2 km-re délnyugatra fekszik.

## Története
1857-ben 63, 1900-ban 120 lakosa volt. Trianonig Belovár-Kőrös vármegye Körösi járásához tartozott. 2001-ben 226 lakosa volt.

## Nevezetességei
A falutól délre fekvő, egy kissé kiemelkedő fennsíkon régészeti lelőhely található. Létezése az 1985-ös régészeti feltárások során vált bizonyossá, amikor őskori település maradványait tárták fel kovakő fegyvereket és eszközöket gyártó műhelyeivel. A leletanyag kerámia és megmunkált kövek töredékeiből állt, amelyben rendkívül gazdag volt. Csiszolt kövek, trapéz alakú, öntött szekercék és kalapácsok, kisebb szerszámok és pengék készítésekor keletkezett kovakő maradványok. A talált kerámiaanyag a késői sopoti kultúrának tulajdonítható, és a késő újkőkorszak, valamint a korai kőrézkor időszakára datálható. A késői sopot-kultúra szubsztrátumként szolgált Lasinja-kultúra számára.